# Europese kampioenschappen beachvolleybal 2016
De Europese kampioenschappen beachvolleybal 2016 werden van 1 tot en met 5 juni gehouden in de Zwitserse stad Biel/Bienne. De wedstrijden werden gespeeld in een stadion dat plaats bood aan 2.500 toeschouwers in het Strandbodenpark aan het Meer van Biel.

## Opzet
Aan de kampioenschappen deden zowel bij de mannen als de vrouwen 32 tweetallen mee, dus 64 teams en 128 spelers in totaal. De 32 teams per toernooi waren in acht poules van vier verdeeld, waarvan de groepswinnaars direct naar de achtste finales gingen. De nummers twee en drie speelden in een tussenronde. Vanaf de tussenronde werd via een knock-outsysteem gespeeld. Het prijzengeld per toernooi bedroeg €100.000.

## Medailles

### Medaillewinnaars
| Onderdeel | Goud | Goud                          | Zilver | Zilver                                      | Brons | Brons                           |
| --------- | ---- | ----------------------------- | ------ | ------------------------------------------- | ----- | ------------------------------- |
| mannen    | ITA  | Paolo Nicolai Daniele Lupo    | RUS    | Konstantin Semjonov Vjatsjeslav Krasilnikov | POL   | Grzegorz Fijałek Mariusz Prudel |
| vrouwen   | GER  | Laura Ludwig Kira Walkenhorst | CZE    | Markéta Sluková Barbora Hermannová          | GER   | Karla Borger Britta Büthe       |

### Medaillespiegel
| Rang   | Land      | Goud | Zilver | Brons | Totaal |
| 1      | Duitsland | 1    | 0      | 1     | 2      |
| 2      | Italië    | 1    | 0      | 0     | 1      |
| 3      | Rusland   | 0    | 1      | 0     | 1      |
| 3      | Tsjechië  | 0    | 1      | 0     | 1      |
| 5      | Polen     | 0    | 0      | 1     | 1      |
| Totaal | Totaal    | 2    | 2      | 2     | 6      |